# We Shall Overcome: The Seeger Sessions
| 전문가 평가          | 전문가 평가 |
| 평가 점수            | 평가 점수   |
| 출처                 | 점수        |
| -------------------- | ----------- |
| AllMusic             | [ 1 ]       |
| The A.V. Club        | B+          |
| Entertainment Weekly | A–          |
| The Guardian         | [ 4 ]       |
| The Observer         | [ 5 ]       |
| Pitchfork            | 8.5/10      |
| Rolling Stone        | [ 7 ]       |
| Spin                 | [ 8 ]       |
| Uncut                | [ 9 ]       |
| The Village Voice    | B           |

《We Shall Overcome: The Seeger Sessions》는 미국의 음악가 브루스 스프링스틴의 열네 번째 스튜디오 음반이다. 2006년 4월 25일에 발매된 이 음반은 빌보드 200에서 3위로 정점을 찍었고 제49회 그래미 어워드에서 최우수 전통 포크 앨범상을 수상했다.

## 배경
이 음반은 스프링스틴이 전적으로 스프링스틴이 아닌 자료를 담은 첫 번째이자 지금까지의 유일한 음반으로 활동가인 피트 시거가 유행시킨 13곡의 포크 음악 곡에 대한 그의 해석을 담고 있다. 다른 사람들에 의해 쓰여진 노래를 사용하여, 시거는 지역적이고 역사적인 음악적 영향의 윤리를 대중화하고 홍보하며 포크 음악이 구현하는 문화적 중요성을 인식하는 데 초점을 맞췄다.
스프링스틴의 프로젝트는 1997년 그가 다음 해에 발매된 헌정 음반 《Where Have All the Flowers Gone: the Songs of Pete Seeger》에서 〈We Shall Overcome〉을 녹음하면서 시작되었다. 스프링스틴은 로큰롤로 자란 시거에 대해 잘 알지 못했고, 시거의 음악을 조사하기 시작했다. 그의 집에서 그것들을 연주하던 중, 그의 10살 된 딸이 "야, 재미있겠다"라고 말했고, 이것은 스프링스틴에게 더 많은 이유를 주었다.
E 스트리트 밴드의 바이올리니스트 수지 타이렐은 뉴저지주와 뉴욕에서 온 덜 알려진 음악가 그룹과 연결되었고, 그들은 스프링스틴의 콜츠 넥 농장에서 비공식적으로 녹음하기 위해 스프링스틴과 합류했다. 마이애미 혼즈와 스프링스틴의 부인 패티 시알파가 참가했다. 이 그룹은 세션 밴드가 될 것이다. 이후 Bruce Springsteen with the Seeger Sessions Band Tour는 음반의 음악적 접근을 확대했다.

## 발매
이 음반은 전작인 《Devils & Dust》와 마찬가지로 듀얼디스크, CD/DVD 더블 디스크 세트, 두 개의 바이닐 레코드 세트로 발매되었다.
듀얼디스크와 CD/DVD 세트의 경우 전체 음반은 CD (측면)에 있는 반면 DVD (측면)에는 PCM 스테레오 버전의 음반과 음반 제작 및 녹음에 관한 짧은 필름이 있습니다. DVD (측면)에도 두 개의 보너스 노래가 나타난다.
2006년 10월 3일, 이 음반은 《We Shall Overcome: The Seeger Sessions - American Land Edition》은 5개의 추가 트랙(이전부터 두 개의 보너스 트랙과 투어에 소개되어 많이 소개된 세 개의 새로운 곡), 새로운 비디오, 확장된 다큐멘터리 및 라이너 노트를 포함하고 있다. 듀얼디스크가 아닌 《American Land Edition》은 별도의 CD와 DVD로 발매되었다. 추가 판매는 미미했다.

## 곡 목록
모든 곡들은 특별한 언급이 없는 한 알려지지 않은 작곡가에 의해 작사/작곡하였고, 편곡은 브루스 스프링스틴이 맡았다.
| #   | 제목                        | 작사·작곡                                                              | 재생 시간 |
| --- | --------------------------- | ---------------------------------------------------------------------- | --------- |
| 1.  | 〈Old Dan Tucker〉          | 댄 에밋                                                                | 2:31      |
| 2.  | 〈Jesse James〉             |                                                                        | 3:47      |
| 3.  | 〈Mrs. McGrath〉            |                                                                        | 4:19      |
| 4.  | 〈O Mary Don't You Weep〉   |                                                                        | 6:05      |
| 5.  | 〈John Henry〉              |                                                                        | 5:07      |
| 6.  | 〈Erie Canal〉              | 토머스 S. 앨런                                                         | 4:03      |
| 7.  | 〈Jacob's Ladder〉          | 민요                                                                   | 4:28      |
| 8.  | 〈My Oklahoma Home〉        | 빌과 아그네스 "시스" 커닝햄                                            | 6:03      |
| 9.  | 〈Eyes on the Prize〉       | 민요, 앨리스 와인                                                      | 5:16      |
| 10. | 〈Shenandoah〉              |                                                                        | 4:52      |
| 11. | 〈Pay Me My Money Down〉    |                                                                        | 4:32      |
| 12. | 〈We Shall Overcome〉       | 찰스 앨버트 틴들리, 가이 카라완, 프랭크 해밀턴, 질피아 호튼, 피트 시거 | 4:53      |
| 13. | 〈Froggie Went A-Courtin'〉 |                                                                        | 4:33      |

| #   | 제목                             | 작사·작곡                  | 재생 시간 |
| --- | -------------------------------- | -------------------------- | --------- |
| 14. | 〈Buffalo Gals〉                 |                            | 3:12      |
| 15. | 〈How Can I Keep from Singing?〉 | 로버트 라우리, 도리스 플렌 | 2:19      |

## 인증
| 국가                       | 인증        | 판매량/출하량 |
| -------------------------- | ----------- | ------------- |
| 캐나다 (뮤직 캐나다)       | 골드        | 50,000^       |
| 덴마크 (IFPI Danmark)      | 플래티넘    | 40,000^       |
| 아일랜드 (IRMA)            | 2× 플래티넘 | 30,000^       |
| 이탈리아 2006 sales        | —           | 120,000       |
| 스웨덴 (GLF)               | 골드        | 30,000^       |
| 영국 (BPI)                 | 골드        | 100,000^      |
| 미국 (RIAA)                | 골드        | 500,000^      |
| ^출하량을 기반으로 한 인증 |             |               |